# 王景平
王景平（1953年11月15日—），台灣女性配音員、演員。

## 人物介紹
- 六歲起從事配音、廣播、舞台劇演出、電影及電視劇演出。
- 1972年自滬江中學畢業後，進入華視演戲。
- 1975年與演員劉德凱結婚，於1990年離婚，育有二子一女。但因男方花邊不斷，造成後來兩人宣告仳離。
- 曾為林青霞、張曼玉、張艾嘉、恬妞、鍾楚紅等知名演員配音。
- 早年為近百部電影配音，後期專注於擔任華特迪士尼公司中文作品幕後對白導演和後期製作。

## 配音作品
- 主要角色名稱以粗體顯示。
- 以下皆為國語配音。

### 台灣動畫電影
| 播映年份 | 作品名稱 | 配演角色 | 備註         |
| -------- | -------- | -------- | ------------ |
| 1994     | 禪說阿寬 |          | 擔任對白導演 |

### 日本動畫電影
- 《紅豬》：保可洛工廠的婆婆
- 《霍爾的移動城堡》：蘇菲（老年）

### 歐美動畫電影
- 《白雪公主》：格琳希爾德皇后
- 《愛麗絲夢遊仙境》：紅心皇后
- 《小姐與流氓》：佩格（妖姬）
- 《大力士》：命運三女神-愛翠玻施
- 《幻想曲2000》：貝蒂·米勒

## 聲音導演作品

### 歐美動畫電影
- 《魔髮奇緣》
- 《勇敢傳說》
- 《冰雪奇緣》
- 《大英雄天團》
- 《星際大戰：反抗軍起義》
- 《腦筋急轉彎》
- 《動物方城市》
- 《海底总动员2：多莉去哪儿》

## 演員作品

### 電視劇
- 《鳳山縣令》（華視，1975年）：飾花枝三姐
- 《秋水長天》（台視，1980年）：飾何玉珍
- 《金鳳緣》（台視，1981年）：飾小彈珠

## 外部連結
- 2011/10/8 達人上菜 國寶級聲音導演 王景平1 （页面存档备份，存于）
- 2011/10/15 達人上菜 國寶級聲音導演 王景平 2 （页面存档备份，存于）